# Sajama
Sajama é uma província da Bolívia localizada no departamento de Oruro, sua capital é a cidade de Curahuara de Carangas.